# Minh Thành Tổ bắc phạt Mông Cổ
Các chiến dịch của Minh Thành Tổ bắc phạt quân Mông Cổ (1410-1424) là chiến dịch quân sự của Trung Quốc dưới thời Hoàng đế Minh Thành Tổ chống lại quân Mông Cổ ở phía bắc. Trong triều đại của mình, Minh Thành Tổ phát động một số chiến dịch xâm lược Đông Mông Cổ thuộc nhà Bắc Nguyên, Mông Cổ Oirat và nhiều bộ lạc Mông Cổ khác.

## Bối cảnh
Trong triều đại của Hồng Vũ đế, chỉ huy Mông Cổ Naghachu đầu hàng nhà Minh vào năm 1387 và khả hãn Mông Cổ Töghüs Temür Töghüs Temür bị nhà Minh đánh bại dưới quyền của tướng Lam Ngọc vào năm 1388. Nhiều bộ lạc Mông Cổ ở Mãn Châu đã đầu hàng quân Minh, người đã hợp nhất họ vào các bộ chỉ huy Uriyangkhad (được gọi là "Ba chỉ huy") để phục vụ tại các vùng biên giới phía bắc của đế quốc Minh. Tuy nhiên, người Mông Cổ Oirat (Ngõa Lạt) và người Mông Cổ phương Đông vẫn thù địch với nhà Minh.
Triều đình nhà Minh đã phái đại sứ Guo Ji đến Đông Mông Cổ, yêu cầu phải triều cống nhà Minh. Tuy nhiên, vào năm 1409, Bunyashiri, khả hãn của người Mông Cổ Đông đã xử tử quan sứ của nhà Minh. Ngược lại, Mahmud của người Mông Cổ Oirat đã gửi một nhiệm vụ triều cống đến triều đình nhà Minh vào năm 1408. Bằng cách thiết lập quan hệ với Oirat, nhà Minh đã sử dụng chúng một cách hiệu quả để bù đắp cho người Mông Cổ phương Đông. Sự thù hận ngày càng tăng giữa triều đình nhà Minh đối với người Mông Cổ phương Đông vì họ từ chối chấp nhận địa vị triều cống và giết chết một sứ giả nhà Minh. Từ năm 1410 đến 1424, Hoàng đế Vĩnh Lạc đã lãnh đạo năm chiến dịch quân sự chống lại quân Mông Cổ.